# R

R의 필기체

R, r(영어: ar 아르 또는 알[*] [ɑˑɹ], [ɑːɻ])는 로마 문자의 18번째 글자이다.

## 역사
R는 머리를 뜻하는 그림 문자에서 비롯되었다.
| D1 |

| D1 |

## 발음
- 치경 탄음(/ɾ/): 알바니아어[2], 자르마어[2], 이탈리아어(첫소리가 아님), 스페인어(첫소리가 아님), 아일랜드어, 마오리어, 튀르키예어, 베네토어, 스웨덴어
- 유성 연구개 마찰음(/ɣ/): 아이티어, 좡어
- 치경 접근음(/ɹ/): 이보어(후치경음), 시칠리아어,  페로어
- 유성 구개수 마찰음(/ʁ/): 프랑스어, 덴마크어, 독일어
- 치경 전동음(/r/): 말레이어, 표준 네덜란드어, 에스토니아어, 핀란드어, 갈리시아어, 폴란드어, 헝가리어, 슬로바키아어, 웨일스어, 순다어, 라틴어, 아이슬란드어, 이탈리아어(첫소리), 체코어, 스페인어(첫소리)
- 영어에서 r은 방언에 따라 순음화 후치경 접근음(/ɹ̠ʷ/), 치경 전동음(/r/), 치경 탄음(/ɾ/), 순음화 권설 접근음(/ɻʷ/),  유성 구개수 마찰음(/ʁ/) 등으로 발음된다.
- 브라질 포르투갈어의 r은 변이음이 많은데 무성 성문 반찰음(/h/), 유성 성문 반찰음(/ɦ/), 무성 연구개 마찰음(/x/), 유성 연구개 마찰음(/ɣ/), 무성 구개수 마찰음(/χ/), 유성 구개수 마찰음(/ʁ/), 치경 접근음(/ɹ/), 치경 전동음(/r/) 등이 있다.

## 컴퓨터 부호
| 미리 보기      | R                      | R                      | r                    | r                    |
| -------------- | ---------------------- | ---------------------- | -------------------- | -------------------- |
| 유니코드 이름  | LATIN CAPITAL LETTER R | LATIN CAPITAL LETTER R | LATIN SMALL LETTER R | LATIN SMALL LETTER R |
| 인코딩         | 10진                   | 16진                   | 10진                 | 16진                 |
| 유니코드       | 82                     | U+0052                 | 114                  | U+0072               |
| UTF-8          | 82                     | 52                     | 114                  | 72                   |
| 수치 문자 참조 | &#82;                  | &#x52;                 | &#114;               | &#x72;               |
| EBCDIC 계열    | 217                    | D9                     | 153                  | 99                   |
| ASCII          | 82                     | 52                     | 114                  | 72                   |

## 쓰임
- r은 국제음성기호에서 치경 전동음을 나타낸다.

## 관련 논문
- 김종훈, 〈영어 /r/의 음성음운론적 분석과 발음 지도〉, 《영어영문학》 48-3, 한국중앙영어영문학회, 2006년

## 같이 보기
- 후음 R